# Battaglia di Gingindlovu
La battaglia di Gingindlovu (uMgungundlovu) fu combattuta il 2 aprile 1879 tra le truppe britanniche inviate per alleviare i commilitoni inglesi nell'assedio di Eshowe contro l'impi Zulu del re Cetshwayo durante la guerra anglo-zulu.

## Preludio
Charles Pearson aveva guidato la Colonna No. 1 della forza d'invasione britannica attraverso il fiume Tugela con l'intenzione di creare una base avanzata a Eshowe. Dopodiché lo fece, ma si trovò assediato nella base allestita frettolosamente e più precisamente una stazione di missione norvegese deserta. Fu organizzata una colonna di soccorso e, sotto la guida di Lord Chelmsford, lasciò Fort Tenedos il 29 marzo per marciare in aiuto di Pearson. La colonna comprendeva 3 390 europei e 2 280 africani e una gamma di artiglieria, inclusi due tubi per razzi da 9 libbre, quattro da 24 libbre e due mitragliatrici Gatling. 
I progressi furono lenti, poiché Chelmsford prese una strada rotonda per evitare imboscate nel vicino paese attraversato in precedenza da Pearson. Inoltre, i fiumi che dovevano attraversare erano ingrossati da forti piogge e temendo una ripetizione di Isandlwana, Chelmsford si assicurò che i suoi uomini trascorressero molto tempo a laagerare e trincerare il loro campo alla fine di ogni giornata. Nonostante questo lento progresso, la sera del 1 aprile gli osservatori di Pearson a Eshowe hanno potuto vedere la colonna di soccorso svanire sulla riva sud dell'Inyezane. Il laager era situato su una cresta di 91 metri che correva all'incirca da ovest a est. A ovest della cresta, il terreno si è abbassato, solo per risalire fino alla collina di Umisi a 140 metri.
Il terreno era inclinato in tutte le direzioni, consentendo un buon campo di fuoco. Una trincea circondava come se fosse una cintola un alto muro di terra, che a sua volta comprendeva 120 carri che formavano un quadrato con lati di 120 metri di lunghezza. Mentre queste difese venivano costruite, un esploratore tornò in serata portando notizie di zulu che si stavano ammassando sul lato opposto della collina di Umisi. Un secondo gruppo di esploratori invece non riferì che forze nemiche situate lì ma che un impi era accampato a nord-ovest del laager. Sebbene gli esploratori non potessero valutare la forza degli zulu a causa dell'oscurità, questo impi era in realtà composto da 12 000 guerrieri, tutti a Isandlwana. All'impi era stato ordinato di tendere un'imboscata alla colonna di soccorso che fu la loro ultima possibilità di fermare la colonna prima che raggiungesse Eshowe, ma la notte comunque trascorse senza attacchi.

## La battaglia

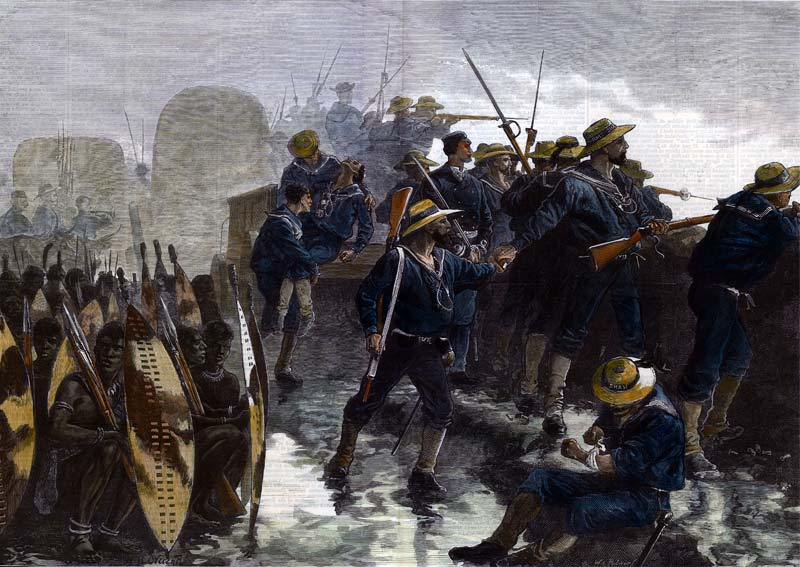
Marinai dell'HMS Shah che difendono un lato della British Square nella battaglia di Gingindlovu, da uno schizzo del tenente Smith-Dorrien.

All'alba del 2 aprile 1879, il sole mattutino rivelava un terreno fangoso e fradicio oltre a una fitta nebbia. Chelmsford non poteva spostare i suoi carri fino a quando il terreno non fosse asciugato, poi inviò il Natal Native Contingent per provocare un attacco degli zulu mentre manteneva una posizione forte. Una volta che la nebbia si è alzato, il corno sinistro dell'impi è stato visto avanzare verso est sul fiume diretto al laager britannico prima di scomparire nell'erba alta. Successivamente una lunga raffica di fuoco di una delle mitragliatrici Gatling fece di nuovo perdere di vista i guerrieri nemici. Quando poi il corno sinistro è riemerso, si era unito al resto dell'impi ed insieme al centro ed il corno destro stavano avanzando sulla collina di Umisi. L'intera formazione di bufali in carica penetrarono sui tre lati del laager. Questo era lo scenario che Chelmsford aveva pianificato ed a una distanza di 270-370 metri la fanteria britannica aprì il fuoco, supportata dalle mitragliatrici Gatling e le granate. 
I tiratori zulu causarono alcune vittime all'interno del laager, ma i difensori tennero a bada gli zulu e la difesa di Chelmsford stava funzionando. Sebbene i reggimenti zulu si affrettassero costantemente per raggiungere il raggio di azione giusto per le loro zagaglie, alle loro cariche mancava la spinta e lo spirito che li aveva contraddistinti nella battaglia di Isandlwana e Rorke's Drift. L'unico zulu a raggiungere il laager fu un bambino di 10 anni, che fu fatto prigioniero dai membri della brigata navale e in seguito servì come una specie di mascotte sulla loro nave, la HMS Boadicea. Dopo 20 minuti, l'impi degli zulu cominciò a sgretolarsi. Vedendo questo Chelmsford ordinò l'inseguimento da parte delle truppe a cavallo del contingente nativo. Un gran numero di guerrieri zulu furono uccisi.

## Conseguenze
La battaglia ripristinò la fiducia di Chelmsford nel suo esercito e nella loro capacità di sconfiggere gli attacchi degli zulu. Con l'ultima resistenza tra Chelmsford e le colonne di Pearson fu rimossa e furono in grado di avanzare e dare il cambio agli uomini di Eshowe. 
Alle 7:30 gli zulu erano fuggiti ed era stato intrapreso il triste compito di uccidere gli zulu feriti, Intorno al laager furono contati 700 corpi zulu e altri 300 furono uccisi nell'inseguimento a cavallo dei guerrieri in ritirata. Gli inglesi subirono undici morti, tra cui un tenente colonnello e 48 feriti.